# Epacris purpurascens
Epacris purpurascens är en ljungväxtart som beskrevs av Robert Brown. Epacris purpurascens ingår i släktet Epacris och familjen ljungväxter. Utöver nominatformen finns också underarten E. p. onosmifolia.

## Bildgalleri

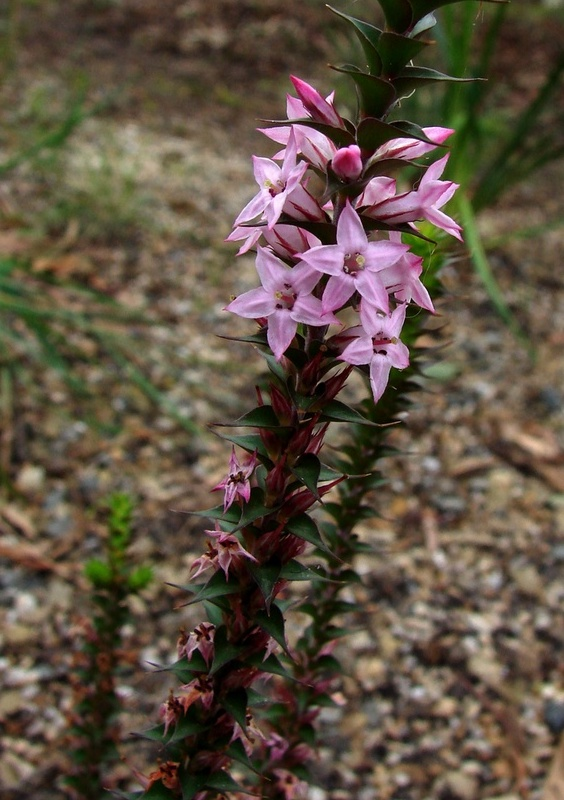